# Regne de Zhao
Rei de Zhao era un títol usat per diversos líders revoltats durant el col·lapse de la Dinastia Qin en l'antiga Xina. Usant l'antic nom del període dels Regnes Combatents Zhao, afirmaven ser els governants legítims de l'antic territori Zhao (ara província Shanxi i Hebei del Sud). Xie, Rei de Zhao, era un descendent de l'antiga família reial Zhao.
El Regne de Zhao era un dels Divuit Regnes de l'antiga Xina.
El Rei de Zhao llavors es convertí en un títol nobiliari de la Dinastia Han. Quan la Dinastia Han va ser establerta el 202 aEC, Zhang Er, el Rei Jing de Zhao, mantingué aquest títol per la seva lleialtat a l'Emperador Gao de Han en la Disputa Chu-Han. En el 199 aEC, això no obstant, a causa de la revolta de diversos reis, Zhang Ao, el Rei de Zhao, fill de Zhang Er, va ser degradat a Marquès i aquest regne es va extingir.
Ruyi, el Príncep Yin de Zhao, un fill jove de Liu Bang (l'Emperador Gao de Han) i una concubina afavorida, la Consort Qi, va ser fet Príncep Yin de Zhao sota l'emperador al voltant del 198 aEC. Poc després de la mort de l'emperador, va morir en el 195 aEC per enverinament en un complot instigat per la vídua de l'emperador, l'Emperadriu Vídua Lü, per garantir que no es convertiria en emperador.
El Rei de Zhao va ser creat de nou per l'Emperadriu Vídua Lü en el 187 aEC per a Liu Qiang, el Rei de Zhao. Liu Qiang n'era un fill fals de l'Emperador Hui de Han. Després que Liu Qiang morí en el 183 aEC sense un hereu, altre fill fals de l'Emperador Hui de Han, Liu Wu, el Rei de Zhao, el va succeir. Liu Wu va ser mort en un colp d'estat per enderrocar a la Família Lü en el 180 aEC i aquest regne es va extingir.

## Reis de Zhao
- Wu Chen, el Rei de Zhao, 209-208 aEC
- Xie, el Rei de Zhao, 208-206 aEC
- Zhang Er, el Rei Jing de Zhao, sota el títol de Rei de Changshan, 206-205 aEC
- Xie, el Rei de Zhao, 2n regnat, 205-204 aEC
- Zhang Er, el Rei Jing de Zhao, 2n regnat, 204-202 aEC
- Zhang Ao, el Rei de Zhao, (202-199 aEC)

## Reis de Zhao, recreat en la Dinastia Han
- Liu Qiang, el Rei de Zhao, (187-183 aEC)
- Liu Wu, el Rei de Zhao, (183-180 aEC)